# 1943 w muzyce
Wydarzenia muzyczne w 1943 roku.

## Urodzili się
- 1 stycznia – Hamdi Benani, algierski muzyk i piosenkarz (zm. 2020)
- 2 stycznia – Tadeusz Trzciński, polski wokalista, harmonijkarz, reżyser i realizator dźwięku scenicznego
- 3 stycznia – Petras Bingelis, litewski dyrygent i kierownik chóru (zm. 2020)
- 5 stycznia – Burhan Spahiu, albański śpiewak operowy (baryton), solista Teatru Opery i Baletu w Tiranie (zm. 2019)
- 9 stycznia – Scott Walker, amerykański wokalista i instrumentalista; lider grupy The Walker Brothers (zm. 2019)
- 10 stycznia – Jim Croce, amerykański piosenkarz i kompozytor (zm. 1973)
- 11 stycznia – Paweł Antoniewski, ukraiński muzyk i pedagog, działacz mniejszości polskiej na Ukrainie
- 14 stycznia – Mariss Jansons, łotewski dyrygent (zm. 2019)
- 16 stycznia – Brian Ferneyhough, brytyjski kompozytor i pedagog
- 18 stycznia – Al Foster, amerykański perkusista jazzowy (zm. 2025)
- 19 stycznia – Janis Joplin, amerykańska piosenkarka rockowa, soulowa i bluesowa (zm. 1970)
- 22 stycznia
  - Jiří Štaidl – czeski autor tekstów piosenek i producent muzyczny (zm. 1973)
  - Michał Urbaniak, polski muzyk jazzowy i kompozytor
- 23 stycznia – Gary Burton, amerykański wibrafonista jazzowy
- 26 stycznia
  - Leny Andrade, brazylijska wokalistka jazzowa (zm. 2023)
  - Jean Knight, amerykańska piosenkarka soulowa i R&B (zm. 2023)
- 27 stycznia – Thom Bell, amerykański piosenkarz soul, autor tekstów, producent muzyczny, aranżer, pianista i kompozytor (zm. 2022)
- 31 stycznia – Zdzisław Tygielski, polski aktor, śpiewak operetkowy, musicalowy (bas)
- 3 lutego – Dennis Edwards, amerykański wokalista soulowy, muzyk zespołu The Temptations (zm. 2018)
- 4 lutego – Jimmy Johnson, amerykański gitarzysta sesyjny, producent nagrań (zm. 2019)
- 5 lutego – Iwan Czeriepnin, amerykański kompozytor, dyrygent i pedagog rosyjskiego pochodzenia (zm. 1998)
- 9 lutego – Ryland Davies, walijski śpiewak operowy (tenor) (zm. 2023)
- 11 lutego
  - Alan Rubin, amerykański trębacz (zm. 2011)
  - Little Johnny Taylor, amerykański piosenkarz bluesowy i soulowy (zm. 2002)
- 12 lutego – Wacław Kisielewski, polski pianista duetu Marek i Wacek (zm. 1986)
- 14 lutego
  - Thomas Lück, niemiecki aktor i piosenkarz (zm. 2019)
  - Maceo Parker, amerykański saksofonista soulowy i jazzowy
- 15 lutego – Ewa Michnik, polska dyrygent, profesor sztuk muzycznych
- 16 lutego – Howard Riley, angielski pianista i kompozytor jazzowy (zm. 2025)
- 19 lutego
  - Lou Christie, właśc. Lugee Alfredo Giovanni Sacco, amerykański piosenkarz pop, autor piosenek (zm. 2025)
  - Stefania Toczyska, polska śpiewaczka operowa (mezzosopran)
- 24 lutego – Pablo Milanés, kubański piosenkarz, gitarzysta, pianista, kompozytor (zm. 2022)
- 25 lutego
  - George Harrison, angielski muzyk i kompozytor muzyki rockowej; członek zespołu The Beatles (zm. 2001)
  - Elliot Roberts, amerykański menedżer muzyczny (zm. 2019)
- 27 lutego – Morten Lauridsen, amerykański dyrygent, kompozytor muzyki poważnej, wykładowca uniwersytecki
- 28 lutego – Barbara Acklin, amerykańska piosenka i autorka tekstów (zm. 1998)
- 2 marca – Tony Meehan, brytyjski perkusista, członek zespołu The Shadows (zm. 2005)
- 3 marca
  - Bohdan Kendelewicz, polski gitarzysta, gitarzysta basowy, kompozytor (zm. 2012)
  - Buzzy Linhart, amerykański muzyk rockowy, kompozytor, multiinstrumentalista, aktor (zm. 2020)
- 4 marca
  - Lucio Dalla, włoski piosenkarz (zm. 2012)
  - Zoltán Jeney, węgierski kompozytor (zm. 2019)
- 5 marca
  - Lucio Battisti, włoski piosenkarz i kompozytor (zm. 1998)
  - James Lowe, amerykański wokalista rockowy, muzyk zespołu The Electric Prunes (zm. 2025)
- 10 marca
  - Théo de Barros, brazylijski kompozytor (zm. 2023)
  - Stephen Montague, amerykański kompozytor muzyki poważnej
- 15 marca – Sly Stone, właśc. Sylvester Stewart, amerykański muzyk, autor tekstów piosenek i producent muzyczny; frontman zespołu Sly and the Family Stone (zm. 2025)
- 16 marca
  - David Briggs, amerykański klawiszowiec, producent muzyczny, aranżer, kompozytor (zm. 2025)
  - Harry van Hoof, holenderski dyrygent, kompozytor i aranżer (zm. 2024)
  - McNeil Robinson, amerykański organista, kompozytor i pedagog muzyczny (zm. 2015)
- 17 marca – Jim Weatherly, amerykański piosenkarz i muzyk country (zm. 2021)
- 18 marca – Willie King, amerykański gitarzysta i piosenkarz bluesowy (zm. 2009)
- 20 marca – Jon Christensen, norweski perkusista jazzowy (zm. 2020)
- 22 marca
  - George Benson, amerykański gitarzysta, piosenkarz i kompozytor jazzowy
  - Keith Relf, brytyjski muzyk, członek zespołu The Yardbirds (zm. 1976)
- 25 marca – Kevin Kelley, amerykański perkusista znany ze współpracy z grupą The Byrds (zm. 2002)
- 29 marca
  - Chad Allan, kanadyjski muzyk rockowy, wokalista i gitarzysta zespołu The Guess Who (zm. 2023)
  - Vangelis, właśc. Ewangelos Odiseas Papatanasiu, grecki twórca muzyki elektronicznej i filmowej (zm. 2022)
  - Mariusz Wnuk, polski puzonista jazzowy (zm. 2021)
- 2 kwietnia – Larry Coryell, amerykański gitarzysta jazzowy, jeden z pionierów jazz-rocka (zm. 2017)
- 3 kwietnia – Richard Manuel, kanadyjski, muzyk rockowy, autor tekstów piosenek, perkusista, pianista i wokalista; znany z występów w The Band (zm. 1986)
- 7 kwietnia – Irena Albrecht, polska altowiolistka, profesor sztuk muzycznych
- 9 kwietnia
  - Claudio Desderi, włoski śpiewak (baryton), dyrygent, profesor śpiewu (zm. 2018)
  - Terry Knight, amerykański producent rock and rolla, promotor, piosenkarz, autor tekstów i osobowość radiowa (zm. 2004)
- 10 kwietnia – Rock Nalle, duński piosenkarz (zm. 2022)
- 16 kwietnia
  - Jan Dobosz, polski śpiewak operowy (baryton)
  - Sebastião Tapajós, brazylijski gitarzysta i kompozytor (zm. 2021)
- 18 kwietnia – Clyde Stubblefield, amerykański perkusista funk, R&B i soul, znany ze współpracy z Jamesem Brownem (zm. 2017)
- 19 kwietnia
  - Czesław Bartkowski, polski perkusista jazzowy
  - Leonid Zimnienko, rosyjski śpiewak operowy (bas) (zm. 2021)
- 20 kwietnia – John Eliot Gardiner, angielski dyrygent
- 23 kwietnia – Zeqirja Ballata, kosowski kompozytor
- 24 kwietnia – Aleksandr Bustin, rosyjski kompozytor (zm. 2020)
- 26 kwietnia – Gary Wright, amerykański piosenkarz, kompozytor i autor tekstów (zm. 2023)
- 27 kwietnia – Judith Blegen, amerykańska śpiewaczka operowa (sopran)
- 28 kwietnia
  - Jacques Dutronc, francuski piosenkarz, kompozytor i aktor
  - Iván Nagy, węgierski tancerz baletowy (zm. 2014)
  - Jeffrey Tate, angielski dyrygent (zm. 2017)
- 30 kwietnia – Bobby Vee, właśc. Robert Thomas Velline, amerykański piosenkarz (zm. 2016)
- 1 maja – María Orán, hiszpańska śpiewaczka operowa (sopran) (zm. 2018)
- 6 maja – Mike Ratledge, brytyjski klawiszowiec i kompozytor, członek zespołu Soft Machine (zm. 2025)
- 8 maja – József Laux, węgierski perkusista, muzyk Omegi i Locomotiv GT (zm. 2016)
- 13 maja – Mary Wells, amerykańska piosenkarka (zm. 1992)
- 14 maja
  - Jack Bruce, brytyjski kompozytor, wokalista i basista zespołu Cream (zm. 2014)
  - Derek Leckenby, brytyjski muzyk, członek zespołu Herman’s Hermits (zm. 1994)
  - Clive Palmer (muzyk), angielski muzyk folkowy grający na bandżo, założyciel grupy Incredible String Band (zm. 2014)
- 17 maja
  - Joanna Bruzdowicz-Tittel, polska kompozytorka, pianistka, krytyk muzyczny i publicystka (zm. 2021)
  - János Kóbor, węgierski wokalista, członek zespołu Omega (zm. 2021)
- 20 maja – Al Bano, właśc. Albano Carrisi, włoski piosenkarz i aktor
- 21 maja – Hilton Valentine, angielski muzyk, gitarzysta zespołu The Animals (zm. 2021)
- 23 maja – Felix Slováček, czeski klarnecista, saksofonista, kompozytor i dyrygent
- 27 maja
  - Cilla Black[1], angielska piosenkarka i autorka piosenek; osobowość telewizyjna (zm. 2015)
  - Izabella Nawe-Spychalska, polska śpiewaczka operowa (sopran koloraturowy) (zm. 2018)
- 28 maja – Tony Mansfield, amerykański gitarzysta, członek zespołu The Dakotas(inne języki)
- 31 maja – Wayne Carson, amerykański muzyk country, autor tekstów i producent muzyczny (zm. 2015)
- 5 czerwca – Michael Davis, amerykański muzyk rockowy, basista grupy MC5 (zm. 2012)
- 8 czerwca – Penny Rimbaud, angielski perkusista, poeta, pisarz, współzałożyciel grupy Crass
- 11 czerwca
  - Henryk Fabian, właśc. Henryk Sawicki, polski wokalista i kompozytor bigbitowy (zm. 1998)
  - Bronisława Kawalla, polska pianistka, pedagog, profesor zwyczajna sztuk muzycznych
- 12 czerwca – László Benkő, węgierski klawiszowiec i trębacz, członek zespołu Omega (zm. 2020)
- 15 czerwca
  - Johnny Hallyday, właśc. Jean-Philippe Léo Smet, francuski piosenkarz, kompozytor i aktor (zm. 2017)
  - Kal David, amerykański wokalista i gitarzysta bluesowy (zm. 2022)
- 16 czerwca – Barbara Martin, amerykańska wokalistka, związana z zespołem The Supremes (zm. 2020)
- 17 czerwca – Barry Manilow, amerykański piosenkarz i autor tekstów
- 18 czerwca
  - Éva Marton, węgierska śpiewaczka operowa (sopran dramatyczny)
  - Raffaella Carrà, włoska piosenkarka, tancerka, aktorka i prezenterka telewizyjna (zm. 2021)
- 20 czerwca
  - Wojciech Gąssowski, polski piosenkarz, gitarzysta i kompozytor
  - Eva Rydberg, szwedzka piosenkarka, aktorka, komik i tancerka
- 21 czerwca – Salomé, właśc. María Rosa Marco Poquet, hiszpańska wokalistka, zwyciężczyni Konkursu Piosenki Eurowizji 1969
- 23 czerwca – James Levine, amerykański dyrygent i pianista (zm. 2021)
- 25 czerwca – Roberto Vecchioni, włoski piosenkarz, kompozytor i pisarz
- 26 czerwca – Georgie Fame, właśc. Clive Powell, angielski piosenkarz R&B i jazzowy, pianista
- 29 czerwca – Little Eva, właśc. Eva Narcissus Boyd, amerykańska piosenkarka pop (zm. 2003)
- 2 lipca – Janusz Sołtysik, polski saksofonista jazzowy, członek zespołu Five O’Clock Orchestra (zm. 2022)
- 3 lipca
  - Judith Durham, australijska piosenkarka (zm. 2022)
  - Ray Lynch, amerykański kompozytor muzyki new age, zdobywca nagród muzycznych Billboardu
- 4 lipca – Alan Wilson, amerykański harmonijkarz, gitarzysta, wokalista, założyciel zespołu Canned Heat (zm. 1970)
- 5 lipca – Robbie Robertson, kanadyjski muzyk rockowy, poeta, aktor, gitarzysta, autor piosenek, kompozytor muzyki filmowej, lider zespołu The Band (zm. 2023)
- 7 lipca – Toto Cutugno, włoski piosenkarz, kompozytor muzyki pop (zm. 2023)
- 8 lipca – Béla Szakcsi Lakatos, węgierski pianista i kompozytor jazzowy (zm. 2022)
- 10 lipca – Jerry Miller, amerykański wokalista, gitarzysta, autor tekstów piosenek, członek zespołu Moby Grape (zm. 2024)
- 12 lipca – Christine McVie, angielska piosenkarka, klawiszowiec, kompozytorka oraz autorka tekstów, członek zespołu Fleetwood Mac (zm. 2022)
- 16 lipca
  - Günter Högner, austriacki waltornista (zm. 2018)
  - Bernard Kawka, polski kompozytor, aranżer, wokalista, flecista, saksofonista tenorowy, pianista
- 20 lipca – Ryszard Ulicki, polski polityk, dziennikarz, poeta i autor tekstów piosenek (zm. 2016)
- 21 lipca
  - Henry McCullough, północnoirlandzki muzyk rockowy; gitarzysta, wokalista i autor tekstów (zm. 2016)
  - Barbara Schlick, niemiecka sopranistka
- 22 lipca – Bobby Sherman, właśc. Robert Cabot Sherman Jr., amerykański piosenkarz i aktor (zm. 2025)
- 23 lipca – Tony Joe White, amerykański piosenkarz, gitarzysta i autor piosenek (zm. 2018)
- 24 lipca – Henryk Siuda, polski instrumentalista i dyrygent (zm. 2021)
- 25 lipca
  - Jolanta Kubicka, polska piosenkarka
  - Ryszard Wolański, polski dziennikarz muzyczny (zm. 2020)
- 26 lipca
  - Mick Jagger, brytyjski wokalista, kompozytor, autor tekstów i lider/współzałożyciel rockowego zespołu The Rolling Stones
  - Roger Smalley, brytyjski pianista i kompozytor (zm. 2015)
  - Andrea True, amerykańska piosenkarka disco (zm. 2011)
- 28 lipca – Richard Wright, brytyjski progresywny muzyk rockowy grający na instrumentach klawiszowych, dętych a także wiolonczeli i skrzypcach (Pink Floyd) (zm. 2008)
- 29 lipca – Marta Ptaszyńska, polska kompozytorka, perkusistka i pedagog
- 1 sierpnia – Albert Mayr, włoski kompozytor (zm. 2024)
- 3 sierpnia – Maria Szraiber, polska pianistka, profesor sztuk muzycznych, juror konkursów pianistycznych
- 5 sierpnia – Sammi Smith, amerykańska piosenkarka i kompozytorka muzyki country (zm. 2005)
- 8 sierpnia
  - Sandy Pearlman, amerykański producent i menadżer muzyczny, poeta, autor tekstów piosenek (zm. 2016)
  - Esma Redżepowa, macedońska piosenkarka, kompozytorka (zm. 2016)
  - Harangozó Teri, węgierska piosenkarka (zm. 2015)
- 9 sierpnia – Wanda Young, amerykańska piosenkarka, członkini zespołu The Marvelettes (zm. 2021)
- 10 sierpnia
  - Jimmy Griffin, amerykański piosenkarz, gitarzysta i autor tekstów (zm. 2005)
  - Michael Mantler, austriacki trębacz i kompozytor nowego jazzu i muzyki współczesnej
  - Ronnie Spector, amerykańska wokalistka, członkini zespołu The Ronettes (zm. 2022)
- 11 sierpnia
  - Krzysztof Meyer, polski kompozytor, pianista, pedagog i autor książek o muzyce
  - Denis Payton, angielski muzyk, członek zespołu The Dave Clark Five (zm. 2006)
- 19 sierpnia – Edwin Hawkins, amerykański muzyk gospel; pianista, kompozytor i aranżer (zm. 2018)
- 21 sierpnia
  - Clydie King, amerykańska wokalistka (zm. 2019)
  - Leszek Muth, polski muzyk i inżynier dźwięku, członek zespołów Drumlersi i Romuald i Roman (zm. 2018)
- 22 sierpnia – Jan Poprawa, polski historyk, publicysta i krytyk muzyczny
- 24 sierpnia – Dafydd Iwan, walijski śpiewak, przedsiębiorca i polityk
- 26 sierpnia – Tadeusz Nalepa, polski kompozytor, gitarzysta, wokalista, harmonijkarz i autor tekstów (zm. 2007)
- 28 sierpnia
  - Honey Lantree, brytyjska perkusistka i piosenkarka pop, muzyk zespołu The Honeycombs (zm. 2018)
  - David Soul, właśc. David Richard Solberg, amerykański aktor i piosenkarz (zm. 2024)
  - José Ángel Trelles, argentyński piosenkarz i kompozytor (zm. 2022)
- 29 sierpnia – Dick Halligan, amerykański multiinstrumentalista jazz-rockowy (zm. 2022)
- 1 września
  - Andrzej Jakóbiec, polski trębacz i jazzman (zm. 2005)
  - Teresa Tutinas, polska piosenkarka
- 2 września – Đorđe Novković, chorwacki muzyk, kompozytor i autor tekstów (zm. 2007)
- 3 września
  - Mick Farren, angielski dziennikarz, pisarz, wokalista rockowy (zm. 2013)
  - Mark Wirtz, alzacki producent muzyczny, kompozytor, wokalista, muzyk, autor i komik (zm. 2020)
- 6 września – Roger Waters, brytyjski progresywny muzyk, kompozytor rockowy i autor tekstów (Pink Floyd)
- 7 września – Elżbieta Stefańska, polska klawesynistka, profesor sztuki
- 9 września – Bill Fay, angielski piosenkarz, pianista i autor piosenek (zm. 2025)
- 11 września – Jack Ely, amerykański muzyk rockowy (zm. 2015)
- 13 września
  - Luis Eduardo Aute, hiszpański muzyk, reżyser, filmowy, poeta i malarz (zm. 2020)
  - Jerry Carrigan, amerykański perkusista i producent nagrań (zm. 2019)
- 16 września – Korneliusz Pacuda, polski dziennikarz i krytyk muzyczny, popularyzator muzyki country
- 19 września – Pan Witek, właśc. Witold Szymański, polski gitarzysta i śpiewak uliczny
- 22 września – Orlando Julius, nigeryjski saksofonista stylu afrobeat, wokalista, bandleader i autor tekstów piosenek (zm. 2022)
- 23 września – Inta Willerusza, łotewska pianistka (zm. 2019)
- 27 września – Randy Bachman, kanadyjski muzyk rockowy, gitarzysta
- 28 września – Renato Barros, brazylijski piosenkarz, gitarzysta i kompozytor (zm. 2020)
- 2 października – Andrzej Kuryło, polski poeta i autor tekstów piosenek
- 5 października – Stefan Wojtas, polski pianista i pedagog, doktor sztuk muzycznych (zm. 2024)
- 6 października
  - Elżbieta Starostecka, polska aktorka i piosenkarka
  - Udo Zimmermann, niemiecki muzykolog, dyrygent, kompozytor, reżyser operowy (zm. 2021)
- 9 października – Pete Cosey, amerykański muzyk bluesowy i jazzowy; gitarzysta zespołu Milesa Davisa w latach 1973–1975 (zm. 2012)
- 18 października – Jimmy Stokley, amerykański piosenkarz, członek zespołu Exile (zm. 1985)
- 20 października – Elżbieta Sikora, polska kompozytorka
- 21 października – Chet Flippo, amerykański dziennikarz i krytyk muzyczny (zm. 2013)
- 22 października
  - Urszula Dudziak, polska wokalistka jazzowa i kompozytorka
  - Paul Zukofsky, amerykański skrzypek i dyrygent (zm. 2017)
- 23 października – Václav Neckář, czeski piosenkarz i aktor
- 28 października – Kenneth Montgomery, brytyjski dyrygent (zm. 2023)
- 30 października – Stanisław Cieślak, polski puzonista i pianista jazzowy (zm. 2024)
- 1 listopada
  - Salvatore Adamo, belgijski piosenkarz pochodzenia włoskiego
  - Wanda Narkiewicz-Jodko, polska wokalistka, członkini zespołów Alibabki i Partita (zm. 2020)
- 2 listopada – Grzegorz Spyra, polski muzyk i kompozytor (zm. 2019)
- 3 listopada – Bert Jansch, szkocki gitarzysta i wokalista folkowy (zm. 2011)
- 4 listopada – J.B. Moore, amerykański producent muzyczny, autor piosenek (zm. 2025)
- 7 listopada – Joni Mitchell, kanadyjska piosenkarka folk rockowa, popowa i jazz-rockowa
- 12 listopada
  - Brian Hyland, amerykański piosenkarz pop, gitarzysta, klarnecista i harmonijkarz
  - John Walker, amerykański gitarzysta, piosenkarz i kompozytor; założyciel grupy The Walker Brothers (zm. 2011)
- 13 listopada – Włodzimierz Korcz, polski kompozytor, pianista, aranżer i dyrygent
- 14 listopada – Stanisław Suchecki, polski puzonista jazzowy (zm. 2013)
- 17 listopada – Willie Murphy, amerykański muzyk bluesowy (zm. 2019)
- 19 listopada – Fred Lipsius, amerykański saksofonista, klarnecista i pianista
- 20 listopada
  - Marek Tomaszewski, polski pianista, współtwórca duetu fortepianowego Marek i Wacek
  - Marianna Wróblewska, polska wokalistka jazzowa
- 24 listopada – Manolo Sanlúcar, hiszpański kompozytor i gitarzysta flamenco (zm. 2022)
- 26 listopada – Piotr Miks, polski muzyk, wokalista, kompozytor, pasjonat sportu (zm. 2020)
- 28 listopada
  - R.B. Greaves, amerykański piosenkarz popowy (zm. 2012)
  - Aleksandr Knajfiel, radziecki i rosyjski kompozytor (zm. 2024)
- 30 listopada
  - J.J. Barnes, amerykański piosenkarz R&B (zm. 2022)
  - Rob Grill, amerykański piosenkarz, gitarzysta, autor tekstów (zm. 2011)
  - Piotr Rutkowski, polski puzonista i wokalista jazzowy (zm. 2023)
- 3 grudnia
  - Barbara Dunin-Kurtycz, polska piosenkarka (zm. 2020)
  - Mike Hart, brytyjski piosenkarz i autor piosenek (zm. 2016)
- 4 grudnia – Edmund Lewańczyk, polski kompozytor, gawędziarz i artysta ludowy (zm. 2018)
- 5 grudnia – Mieczysław Mazur, polski pianista jazzowy, organista, kontrabasista, kompozytor, aranżer (zm. 2024)
- 6 grudnia – Mike Smith, angielski piosenkarz, autor tekstów i producent muzyczny, członek zespołu The Dave Clark Five (zm. 2008)
- 11 grudnia
  - John Ayldon, angielski śpiewak operowy (bas-baryton) (zm. 2013)
  - Jadwiga Strzelecka, polska piosenkarka
- 12 grudnia
  - Dickey Betts, amerykański gitarzysta, piosenkarz, autor tekstów, kompozytor (zm. 2024)
  - Grover Washington Jr., amerykański saksofonista i flecista grający muzykę smooth jazz (zm. 1999)
- 15 grudnia
  - Bernard Dornowski, polski gitarzysta i wokalista, współzałożyciel Czerwonych Gitar
  - Eszter Perényi, węgierska skrzypaczka
- 17 grudnia – Ron Geesin, brytyjski pianista i kompozytor awangardowy
- 18 grudnia
  - Bobby Keys, amerykański saksofonista rockowy i jazzowy (zm. 2014)
  - Keith Richards, brytyjski gitarzysta, współzałożyciel zespołu The Rolling Stones
- 20 grudnia – Walter Washington, amerykański piosenkarz i gitarzysta bluesowy (zm. 2022)
- 21 grudnia – Gwen McCrae, amerykańska piosenkarka (zm. 2025)
- 27 grudnia – Peter Sinfield, angielski producent muzyczny, poeta i autor tekstów (zm. 2024)
- 28 grudnia – Chas Hodges, angielski muzyk i wokalista, członek duetu Chas & Dave (zm. 2018)
- 29 grudnia – Barbara Alston, amerykańska piosenkarka R&B (zm. 2018)
- 31 grudnia – John Denver, właśc. Henry John Deutschendorf Jr., amerykański piosenkarz muzyki country, folk i pop (zm. 1997)

## Zmarli
- 16 stycznia – Wincenty Rapacki, polski aktor teatralny i filmowy, śpiewak, autor tekstów, muzyki, piosenek i operetek (ur. 1865)
- 21 stycznia – Béla Jenbach, austriacki aktor i librecista pochodzenia węgierskiego (ur. 1871)
- 7 lutego – Sigrid Arnoldson, szwedzka śpiewaczka operowa (sopran) (ur. 1861)
- 5 marca – Louis Treumann, austriacki śpiewak operetkowy (tenor) i aktor (ur. 1872)
- 19 marca – Abel Decaux, francuski organista i kompozytor (ur. 1869)
- 23 marca – Joseph Schillinger, amerykański kompozytor i teoretyk muzyki pochodzenia żydowskiego (ur. 1895)
- 26 marca – Jan Skrzydlewski, polski kompozytor, pianista, nauczyciel i krytyk muzyczny (ur. 1867)
- 28 marca – Siergiej Rachmaninow, rosyjski kompozytor, pianista i dyrygent (ur. 1873)
- 4 kwietnia – Raoul Laparra, francuski kompozytor (ur. 1876)
- 5 kwietnia – Bronisław Onufry Kopczyński, polski muzyk, poeta i publicysta (ur. 1916)
- 18 kwietnia – Timothee Adamowski, polski skrzypek, dyrygent i kompozytor działający w Stanach Zjednoczonych (ur. 1858)
- 19 kwietnia – Gustave Doret, szwajcarski kompozytor i dyrygent (ur. 1866)
- 21 kwietnia – Josima Feldszuh, polska nastoletnia pianistka i kompozytorka żydowskiego pochodzenia (ur. 1929)
- 15 maja – Ralph Erwin, austriacki kompozytor muzyki rozrywkowej i filmowej (ur. 1896)
- 21 maja – Juan Luria, polski śpiewak operowy (baryton) pochodzenia żydowskiego (ur. 1862)
- 22 maja – Szymon Kataszek, polski kompozytor, pianista, pionier jazzu w Polsce (ur. 1898)
- 29 maja – Wiktor Hausman, polski wojskowy, muzyk, kompozytor i krytyk (ur. 1893)
- 1 czerwca – Amédée Gastoué, francuski muzykolog i organista (ur. 1873)
- 16 czerwca – Sigrid Onégin, niemiecka śpiewaczka operowa (alt) (ur. 1889)
- 20 lipca – Maria Gay, katalońska śpiewaczka operowa (mezzosopran) (ur. 1879)
- 30 lipca – Benjamin Dale, angielski kompozytor i pedagog (ur. 1885)
- 7 sierpnia – Józef Krudowski, polski kompozytor, dyrygent, pedagog muzyczny (ur. 1881)
- 23 sierpnia – Paul Zilcher, niemiecki kompozytor pochodzenia holenderskiego (ur. 1855)
- 7 września – Frank Crumit, amerykański piosenkarz i kompozytor (ur. 1889)
- 21 września – Trixie Smith, afroamerykańska piosenkarka bluesowa oraz aktorka (ur. 1895)
- 27 września – Wacław Gieburowski, polski duchowny katolicki, wykładowca akademicki, dyrygent chóralny, kompozytor i muzykolog (ur. 1878)
- 5 października – Leon Roppolo, amerykański klarnecista jazzowy (ur. 1902)
- 7 października – Eugeniusz Bodo, polski aktor filmowy, rewiowy i teatralny, reżyser, scenarzysta, także tancerz, piosenkarz i producent pochodzenia szwajcarskiego (ur. 1899)
- 1 października – Wilhelm von Winterfeld, niemiecki pianista, skrzypek, kompozytor, pedagog (ur. 1880)
- 20 października – Ben Bernie, amerykański skrzypek jazzowy, aktor i osobowość radiowa (ur. 1891)
- 11 listopada – André Pirro, francuski muzykolog i organista (ur. 1869)
- 3 grudnia – Henryk Trzonek, polski altowiolista (ur. 1912)
- 15 grudnia – Fats Waller, amerykański jazzowy pianista, organista, kompozytor oraz artysta kabaretowy (ur. 1904)
- 31 grudnia – Ludomir Marczak, polski kompozytor, działacz socjalistyczny, dziennikarz (ur. 1907)

Data dzienna nieznana
- Maksymilian Centnerszwer, polski kompozytor, skrzypek, pedagog, krytyk muzyczny i recenzent żydowskiego pochodzenia (ur. 1889)
- Artur Gold, polski kompozytor, dyrygent i skrzypek pochodzenia żydowskiego (ur. 1897)
- Zofia Iwanowska-Płoszko, polska skrzypaczka, kompozytorka i pedagog (ur. 1887)
- Jakub Maragowski, polsko-żydowski śpiewak, kantor, kompozytor (ur. 1856)
- Marian Neuteich, polski kompozytor, dyrygent i wiolonczelista żydowskiego pochodzenia (ur. 1890)
- Dawid Lejb Rojtman, żydowski śpiewak (tenor liryczny), kantor (ur. 1884)
- Alfred Wróblewski, polski duchowny rzymskokatolicki, protonotariusz apostolski (infułat), pisarz i poeta, kompozytor pieśni (ur. 1861)

## Albumy
- polskie
- zagraniczne

## Muzyka poważna

### kompozycje
- Lukas Foss
  - Piano Concerto No. 1 (wersja fortepianowa Clarinet Concerto No. 1 z (1941)
  - „The Prairie”, kantata na głosy, chór i orkiestrę
- Antonio María Valencia
  - Misa de Réquiem (msza żałobna)

### premiery
- 15 października – „The Prairie” – Lukas Foss